# Mizque (gemeente)
Mizque is een gemeente (municipio) in de Boliviaanse provincie Mizque in het departement Cochabamba. De gemeente telt naar schatting 28.763 inwoners (2018). De hoofdplaats is Mizque.